# Chelsea bun

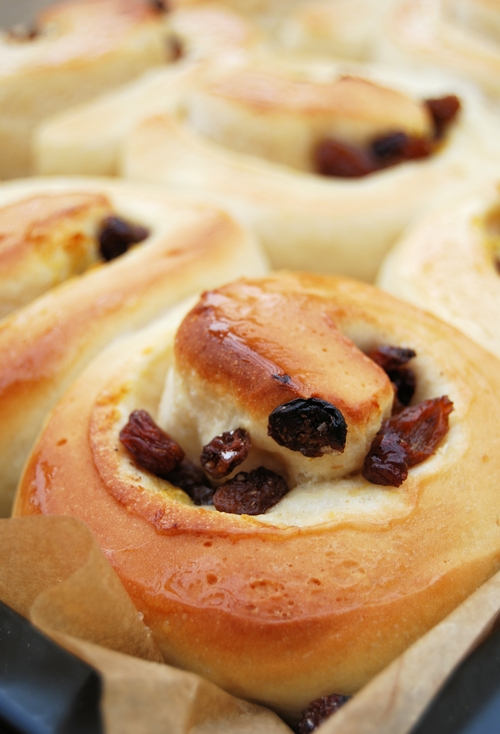
Chelsea buns.

El Chelsea bun (en inglés ‘panecillo de Chelsea’) es un tipo de currant bun (‘panecillo de pasas’) que fue creado en el siglo XVIII en la Bun House de Chelsea (Londres), un establecimiento preferido por los Hannover y demolido en 1839. El panecillo se hace con masa con levadura aromatizada con piel de limón, canela o una mezcla de especias dulce. Antes de enrollarse a una forma espiral cuadrada, la masa se unta con una mezcla de pasas, azúcar moreno y mantequilla. Un glaseado dulce se añade encima antes de cortar la masa enrollada en piezas individuales y hornearlas. El proceso de elaboración de este panecillo es muy parecido al seguido para preparar el rollo de canela.
Cada año en febrero los descendientes de Higgins organizan el festival del Chelsea bun, en el que se celebran los logros culinarios de su antepasado.